# رام شيريرام
كافيتارك رام شريرام (بالإنجليزية: Ram Shriram) (مواليد 1956/57) رجل أعمال أمريكي. إنه عضو مؤسس في مجلس الإدارة وأحد أوائل المستثمرين في جوجل . شغل سابقًا منصب ضابط في أمازون (شركة) يعمل مع جيف بيزوس . جاء شريرام إلى أمازون في أغسطس عام 1998 ، عندما استحوذت أمازون على Junglee ، وهي شركة تسوق مقارنة عبر الإنترنت كان شريرام رئيسًا لها. قبل Junglee و أمازون ، كان شريرام عضوًا في الفريق التنفيذي لـ نتسكيب ، وانضم إليهما في عام 1994 ، قبل أن يشحن المنتجات أو ينشر الإيرادات.

## حياة سابقة
تحمل شريرام درجة البكالوريوس في الرياضيات من كلية لويولا ، تشيناي من جامعة مدراس .

## مهنة
إنه عضو مؤسس في جوجل و [24] 7 ( 24/7 عميل ). شريرام هي أيضًا مستثمر في شبكة إعلانات جوال عالمية، InMobi ، أداة إدارة عروض أسعار البحث Campanja و mKhoj سابقًا. يعمل شريرام في مجالس Google و بلا أوراق ويوبيكي و Zazzle . في وقت واحد كان يمتلك 3.4 مليون سهم من جوجل. اعتبارًا من سبتمبر 2007 ، كانت Shriram تمتلك 1.7 مليون سهم من Google.
بدأ شريرام شركة Sherpalo ،  وهي شركة رأس المال الاستثماري التي تستثمر في التقنيات الواعدة الجديدة الواعدة، في يناير 2000.

## الحياة الشخصية
شريرام متزوج ولديه ابنتان.